# Smikärr
Smikärr är en boplats från stenåldern i Geta på Åland. 
Då Smikärr 1955 undersöktes av Carl Fredrik Meinander påträffades två rektangulära ramformade eldstäder av en för Åland karakteristisk form med motsvarigheter vid Östersjöns södra kust. Fyndmaterialet domineras av drygt 9 000 lerkärlsbitar och mer än 19 000 slagskärvor av östersjöporfyr samt trindyxor. Unika är två tångepilspetsar av flinta av en i Skandinavien förekommande form. Fyndmaterialet representerar den gropkeramiska kulturen som är företrädd även på övriga åländska stenåldersboplatser. 